# Яшник Володимир Никонович
Володимир Никонович Яшник (нар. 7 серпня 1940, Кривий Ріг, Дніпропетровська область, Українська РСР — пом. 7 грудня 2018, Кривий Ріг, Дніпропетровська область, Україна) — радянський футболіст та український тренер, виступав на позиції захисника та півзахисника.

## Кар'єра гравця
У 16-річному віці розпочав футбольну кар'єру в аматорському клубі «Гірник». Професіональну кар'єру розпочав 1959 року в «Команді міста Кривий Ріг». У 1960 році став гравцем «Балті Лаевастік» (Таллінн), де проходив військову службу. У 1962 році переведений у СКЧФ (Севастополь). Після звільнення з армії влітку 1962 року повернувся до клубу з Кривого Рогу, де наступного року завершив свою футбольну кар’єру. Потім грав в аматорських командах на чемпіонатах міста — КМЗ, ЮХОК, ЧОК, ПлнХОК, «Коксохім».

## Кар'єра тренера
По завершенні кар'єри гравця розпочав тренерську діяльність. У 1973 році закінчив Вищу школу тренерів у підмосковних Малаховцях. Спочатку тренував дітей, а в 1975 році перейшов до спортивної школи «Кривбас» (Кривий Ріг). У 1990 році його запросили до тренерського штабу «Кривбасу» (Кривий Ріг). Після відставки Мирона Маркевича з травня по серпень 1990 року працював головним тренером клубу. Потім протягом трьох років працював аматорський гурт «Металург» (Кривий Ріг). З липня до кінця 1995 року очолював «Сіріус» (Кривий Рог). Потім продовжив тренувати дітей у ДЮСШ «Кривбас» (Кривий Ріг).

## Особисте життя
Брат Георгій та Едуард також займалися футболом.

## Досягнення

### Як гравця
«Балті Лаевастік» (Таллінн)
- Чемпіонат Естонської РСР
  -  Чемпіон (1): 1960